# Посольство Божье
«Посо́льство Бо́жье» — организация, основанная в Киеве Сандеем Аделаджей в 1994 году, известная сейчас под названием «Посольство Благословенного Царства Божьего для Всех Народов». Эту организацию ряд исследователей, Русская православная церковь и ряд СМИ определяют как религиозную тоталитарную секту.
Сандей Аделаджа, по происхождению нигериец, получил журналистское образование в Белорусском государственном университете в 1980-е годы. В 1993 году прибыл в Киев, где основал религиозную организацию «Слово веры», которая в 2002 году была переименована в «Посольство Божье». Тогда же было основано Духовное управление Церквей евангельских христиан Украины (ДУЦЕХУ), в которое вошли все дочерние отделения «Посольства Божьего». В 2004 году организация приняла активное участие в «оранжевой революции» на Украине. Ещё в 1996 году в организацию Аделаджи вступил бизнесмен, а впоследствии городской голова Киева Леонид Черновецкий.
В 2008 году, на основании открытия уголовного дела относительно «Кингс Кэпитал», к делам которой пастор Сандей Аделаджа имел отношение, по решению совета епископов, Сандей Аделаджа был отлучен от Тела Христа. Данное решение оспаривается некоторыми представителями протестантизма в СНГ и мире.

## Деятельность организации
По сообщениям ряда СМИ, 29 августа 2005 года участники фестиваля «Белые ночи на Тарханкуте» осквернили православный храм св. великомученицы Варвары на курорте Оленевка (западное побережье Крыма). Фестиваль организуется с участием лидера и членов «Посольства Божьего». Из сообщения, подписанного поселковым головой Юрием Щелоком, представителями православного духовенства епархии и прихожанами храма: 
группа молодых людей снимала на территории церкви клип, забивая двери и окна досками, выкрикивая оскорбительные слова в адрес Православной Церкви. Своим поведением они оскорбили религиозные чувства, нарушили действующее законодательство Украины.
В марте 2011 года пастор «Посольства Божьего» Александр Корман нелегитимно был избран председателем Общественного совета при Министерстве иностранных дел Украины. Руководитель фонда «Демократические инициативы» Ирина Бекешкина сообщила, что выборы Кормана на должность председателя сопровождались скандалом:
Раньше я допускала, что рейдерство касается бизнеса, но оно возможно везде. 33 члена Общественного совета покинули собрание, в знак протеста против происходящего фарса.
Другие источники утверждают, что это не более чем рейдерский захват общественного совета, так как собрание, на котором принималось решение об избрании председателя, было нелегитимным. При этом, МИД отрицает какую бы то ни было связь с процессом формирования общественного совета. В знак протеста против нелегитимного избрания председателя, было написано открытое письмо министру иностранных дел Константину Ивановичу Грищенко, который подписали 29 членов общественного совета. 27 сентября 2011 года на место нелегитимно избранного Александра Кормана был легитимно избран Игорь Жданов.
29 января 2013 года представители «Посольства Божьего» участвовали в установлении контроля над общественным советом при Киевской городской государственной администрации.
В октябре 2013 года президент Всеукраинского союза церквей пятидесятников Михаил Паночко сообщил, что у Сандея Аделаджи появился последователь — Владимир Мунтян, который возглавляет Духовный центр «Возрождение» и также развивает финансовую пирамиду.